# ニュー・ラディアントSC
ニュー・ラディアントSC (英語: New Radiant Sports Club) はモルディブの首都マレを本拠地とするサッカークラブである。

## 概要
ニュー・ラディアントは1979年8月19日に創設され、モルディブの人々に最も人気のあるサッカークラブである。ニュー・ラディアントはモルディブで最も獲得タイトル数の多いクラブであり、AFC国際大会においても国内クラブの中で最も優秀な成績を収めているクラブでもある。ニュー・ラディアントは2005年、AFCカップ準決勝にまで進出した。ニュー・ラディアントは国内最上位リーグであるディヴェヒ・リーグで6回、モルディブFAカップで20回中10回優勝している他、カップウィナーズカップでも数度の優勝を果たしている。クラブはモルディブのサッカーにおいて非常に高い集客数を誇る。現在のクラブ会長はアリ・ワヒードである。ニュー・ラディアントは首都マレのヘンヴェイル地区に本拠地をおいている。

## 歴史

### 1997
ニュー・ラディアントは1997年、国内の全てのタイトルの獲得に成功した。

### 1998
クラブはFAカップでモルディブ初となる3回目の優勝を達成した。

### 2004
ニュー・ラディアントはモルディブFAカップを制し、AFC国際大会の本戦に出場するモルディブ初のクラブとなった。

### 2005
クラブはAFCカップの準決勝まで進出したが、準決勝で後に優勝クラブとなるヨルダンのアル・ファイサリー・アンマンに敗れた。

### 2006
2006年はニュー・ラディアントにとって成功のシーズンと呼べる年になった。クラブはモルディブFAカップとディヴェヒ・リーグの二冠を達成した。

### 2007
クラブはモルディブFAカップとプレジデンツカップを制した。ディヴェヒ・リーグでは序盤戦好調だったものの、中盤以降マジヤやヴィヤンサといった小規模クラブに負けたこともあり、ヴィクトリーSCに優勝をさらわれる形になった。最終節、ブルーズ (ニュー・ラディアントの愛称)がレッドデビルズ (ヴィクトリーSCの愛称)に敗れたことで、ヴィクトリーSCの優勝が決まった。

### 2008
シーズン最初のトーナメント戦となったカップウィナーズカップを制したものの、モルディブFAカップでは決勝でVBスポーツクラブに敗れ準優勝に終わった。リーグでは前半戦首位で折り返したものの、結局リーグでもプレジデンツカップでも優勝を果たすことはできなかった。ニュー・ラディアントはAFCカップ2008に参加し、1勝1分4敗でグループリーグ敗退となった。

### 2009
2002年以降において、この年は初めて無冠に終わったシーズンとなり、AFCカップ2009ではプレーオフで敗退した。

### 2010
2010年もまたニュー・ラディアントに取って成功を収められない年となった。クラブはモルディブFAカップでは準決勝でリーグチャンピオンであるVBスポーツクラブを破ったものの決勝でヴィクトリーに敗れて準優勝に終わり、前年度と同様無冠でシーズンを終えることとなった。

### 2011
2011年、クラブはプレジデンツカップで決勝に進出したがレッドデビルズの前に敗れた。

### 2012
2012年、クラブはディヴェヒ・リーグを無敗で制し、プレジデンツカップにおいても決勝でヴィクトリーSCを破って二冠を達成した。シーズン全体を通して、ニュー・ラディアントはモルディブFAカップ準々決勝の1試合しか負けることがなかった。リーグを制したことでクラブはAFCカップ2013の出場権を獲得し、AFC国際大会に向け有望な若手選手を多数獲得することに成功した。

## 獲得タイトル
- ディヴェヒ・リーグ (6)
  - 2006, 2012, 2013, 2014, 2015, 2017
- FAカップ (12)
  - 1989, 1991, 1994, 1996, 1997, 1998, 2001, 2005, 2006, 2007
2013, 2017
- モルディブ・プレジデンツカップ(12)
  - 1982, 1987, 1990, 1991, 1995, 1997, 2004, 2007, 2012, 2013
2014, 2017
- カップウィナーズカップ (4)
  - 1999, 2000, 2003, 2008
- マレ・リーグ (1)
  - 2004
- POMISカップ (3)
  - 1994, 1995, 1997

## AFC国際大会の成績
- AFCチャンピオンズリーグ: 1回出場

2002-03: 2回戦敗退
- アジアクラブ選手権: 3回出場

1992: 2回戦敗退
1997: グループリーグ敗退
2002: 1回戦敗退
- AFCカップ: 4回出場

2005: 準決勝
2006: グループリーグ敗退
2007: グループリーグ敗退
2008: グループリーグ敗退
- アジアカップウィナーズカップ: 5回出場

1993-94: 準々決勝
1995: 準々決勝
1997-98: 1回戦敗退
1998-99: 2回戦敗退
1999-00: 1回戦敗退

## 歴代監督
- Gerd Zeise
- Vladimír Goffa

## 歴代所属選手
| 日本 - 東風淳 ブルガリア - Yanko Kosturkov モルディブ - アリ・アシファク - Ali Fasir - Ibrahim Fazeel - Mohamed Jameel - Moosa Manik | モルディブ - Mukhthar Naseer - Mohamed Nizam - Ahmed Saeed - Ahmed Thoriq - Ali Umar ナイジェリア - Patrick Onyelo Oronji |